# Magnetic Fields
Magnetic Fields (с англ. — «Магнитные поля», официальное франкоязычное название Les Chants Magnétiques — «Магнитные песни») — третий студийный альбом Жана-Мишеля Жарра, выпущенный на лейбле Disques Dreyfus в 1981 году.

## Об альбоме
Диск имеет официальные названия на французском и английском языках. Французское название «Les Chants Magnétiques» представляет собой игру слов. В дословном переводе это означает «Магнитные песни» или «Магнитные песнопения». При прочтении вслух оно звучит как «Les Champs Magnétiques» («Магнитные поля»), поскольку во французском языке слова «chants» и «champs» являются омофонами. Поскольку игра слов не сохранилась бы в переводе на английский, было выбрано название «Magnetic Fields» («Магнитные поля»). Заголовок рисунка 5 на внутренней стороне обложки содержит перечёркнутое слово «Champs», над которым написано «Chants».
В аннотации к изданию альбома: «Если первые два альбома Жарра были посвящены естественной окружающей среде, то „Магнитные поля“ вдохновлены плодами рук человеческих. Альбом наполняют звуки поездов, часов, рельсов и какого-то механического оборудования». Частично альбом был вдохновлен поп-артовыми работами Энди Уорхолла, частично просто новыми возможностями цифрового сэмплирующего синтезатора Fairlight CMI ценой до 30 000 долларов, который он приобрёл незадолго до начала записи альбома. Этот аппарат был в тот момент у Стиви Уандера, Херби Хэнкока, Питера Габриэля и ещё нескольких артистов.
С помощью «Фейрлайта» Жарр меняет своё звучание сообразно тенденциям 1980-х. Ритм-секвенсоры здесь задают более жёсткий удар, который пришёл в поп-музыку из рок-н-ролла.
Альбом поднялся до 6-го места в Великобритании, в США Жарра знали мало, и поскольку особой рекламной кампании ему никто не делал, там Magnetic Fields не поднялся выше 98-го места в Billboard'е.

## Список композиций
1. Magnetic Fields Part 1 — 17:49
2. Magnetic Fields Part 2 — 3:59
3. Magnetic Fields Part 3 — 4:15
4. Magnetic Fields Part 4 — 6:18
5. Magnetic Fields Part 5 — 3:30

## Оборудование
| - MDB poly sequencer - RSF Kobol - Oberheim OB-X - ARP 2600 - Fairlight CMI | - EMS Synthi AKS - EMS VCS3 - Korg KR 55 - Elka 707 - Eminent 310U | - Moog Taurus Pedal Synthesizer - EMS Vocoder 1000 - Korg VC-10 - Electro-Harmonix Echoflanger |  |